# Radsport in Kolumbien

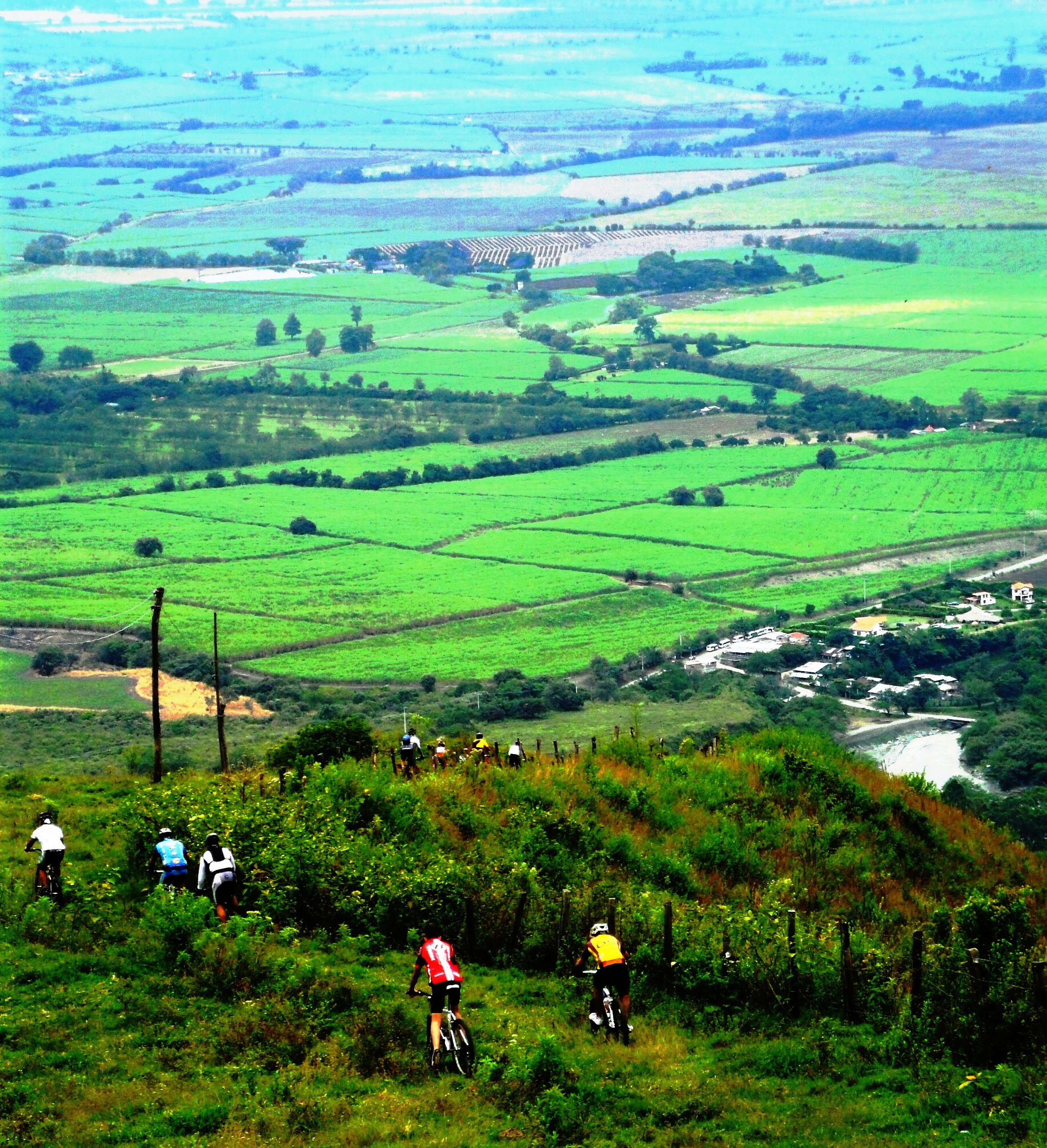
Bergrennen in Valle del Cauca, Zentralkordilleren

Der Radsport in Kolumbien ist seit den 1950er Jahren als Leistungssport und seit den 1970er Jahren auch als Breitensport populär geworden. Ballungsgebiete haben eine eigene Fahrradkultur entwickelt. Es finden regelmäßige Großveranstaltungen statt, dazu haben kolumbianische Radsportteams internationale Erfolge. Rennsportereignisse innerhalb Kolumbiens sind die Vuelta a Colombia und der Clásico RCN, international starten Kolumbianer erfolgreich bei der Tour de France, der Vuelta a España oder dem Giro d’Italia sowie UCI-Weltmeisterschaften.

## Geschichte
Die Anfänge des kolumbianischen Radsports lassen sich bis auf das Ende des 19. Jahrhunderts zurückführen, als in Bogotá die örtliche Pferderennbahn Hipódromo de la Gran Sabana an den Wochenendtagen für Sportradler geöffnet war.
Der Zweite Weltkrieg brachte eine Unterbrechung in der Entwicklung, die erst wieder durch Langstreckenrennen wie die zwischen Bogotá und Tunja (336 km) einen neuen Anlauf nahm. 1929 konnte dort Rafael Borda den Sieg erringen. In den 1930er Jahren fanden weitere Rennen statt, so z. B. mit den Strecken Bogotá-Cúcuta oder Bogotá-Quito in Ecuador.
1938 fanden in Bogotá die ersten Juegos Bolivarianos statt, eine Multisportveranstaltung südamerikanischer Länder mit Bolivien, Kolumbien, Ecuador, Panama, Peru und Venezuela. Kolumbien errang dabei keine Medaillen in der Radsportdisziplin. Im gleichen Jahr wurde der erste kolumbianische Radsportverband gegründet, die Asociación Colombiano de Ciclismo (Aciclismo). Sitz des Verbandes war Cali, das sich in den nächsten Jahren zu einem Zentrum des Radsports entwickelte, das dann, nach der Gründung der Federación Colombiana de Ciclismo, dem Ausrichter späterer Großveranstaltungen, nach Bogotá verlagerte.
Auf den kolumbianischen Radrennsport wurde man international in den späten 1940er Jahren aufmerksam, als das kolumbianische Team bei zentralamerikanischen Spielen 1948 die erste Goldmedaille in einem Straßenrennen gewann. Eine kolumbianische Rundfahrt wurde Ende 1950 durch die Journalisten der Zeitung El Tiempo gefordert, die daraufhin die erste Kolumbien-Rundfahrt, die Vuelta a Colombia, ausrichtete, die Efraín Forero, genannt „El Zipa“, gewann. Damit wurde das erste in Etappen gefahrene Rennen Südamerikas 1951 in Kolumbien absolviert. Der Franzose José Beyaert gewann die zweite Auflage der Rundfahrt, wurde zum Leiter des kolumbianischen Radsport-Nationalteams und zu einem der wichtigsten Protagonisten der folgenden Jahre. Der Sieg Efraín Foreros markiert den Beginn der kolumbianischen Begeisterung für den Radsport.

## Radsportdisziplinen

### Straßenradsport

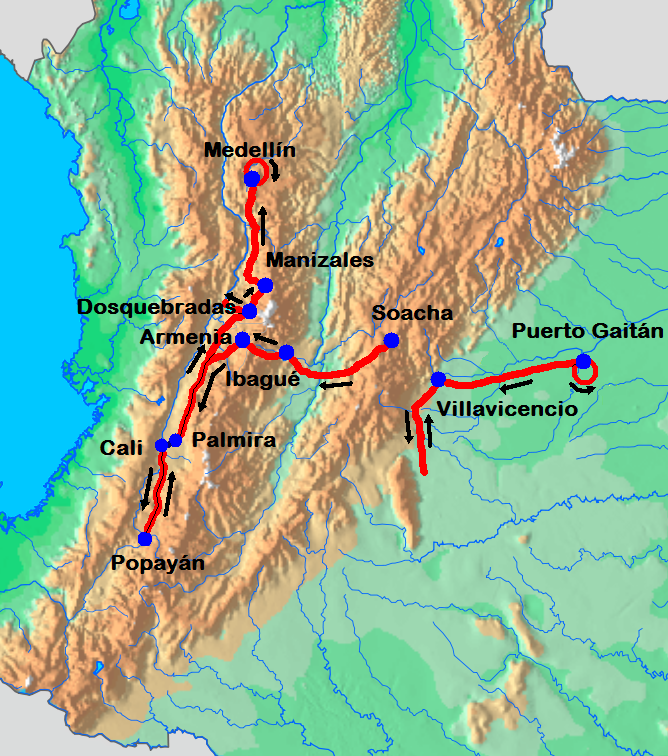
Etappen der Vuelta a Colombia 2012

Im Straßenradsport (spanisch ciclismo de ruta) wurde die erste Vuelta a Colombia im Jahr 1951 veranstaltet und wird bis heute durchgeführt.
1961 startete das zweite neben der Vuelta bedeutende Radsport-Etappenrennen, das Clásico RCN (RCN-Klassiker), gesponsert durch den Radiosender Radio Cadena National, das Rubén Darío Gómez gleich zu Beginn zweimal in Folge gewann.

#### Erfolge im Ausland
1977–1988
Erster international bekannter kolumbianischer Radrennfahrer bei der Tour de France war Cochise Rodríguez, der das Rennen 1977 als 27. beendete. Unter dem Namen Colombia-Varta startete 1983 erstmals ein kolumbianisches Team bei der Tour. Es handelte sich um die nominell aus Amateuren zusammengesetzte Nationalmannschaft Kolumbiens. Bester Fahrer in der Gesamtwertung war Edgar Corredor als 16 vor José Patrocinio Jiménez als 17. Bei der 1988er Tour gewann Fabio Parra drei Etappen und beendete die Tour als Dritter der Gesamtwertung. Luis „Lucho“ Alberto Herrera gewann 1985 sowie 1987 das Gepunktete Trikot und holte fünf Siege bei Bergetappen. Er war auch Sieger der Vuelta a España in 1987.
2000
Bekannt war Ende der 1990er Jahre der aus Medellín stammende Santiago Botero. Er sicherte sich unter anderem drei Etappen der Vuelta a España sowie bei der Tour de France, bei der er im Jahre 2000 zudem als Gewinner des Bergwertung die Avenue des Champs-Élysées in Paris erreichte. Beim Zeitfahren bei der Straßen-Radweltmeisterschaft im belgischen Zolder wurde er 2002 Zeitfahr-Weltmeister.
2005
2005 gewann der Kolumbianer Iván Parra zwei Etappen beim Giro d’Italia.
2007
2007 gewann der Kolumbianer Mauricio Soler eine der schwierigsten Etappen der Tour de France, die 9. Etappe (159,5 km) in Val-d’Isère Briançon. Er erhielt das Gepunktete Trikot der Tour als Vertreter der traditionellen „escarabajos“ (Käfer), wie in Kolumbien die Bergspezialisten genannt werden.
2013
2013 gewann Nairo Quintana eine Etappe der Tour de France, wurde Gesamtzweiter und gewann die Berg- sowie die Nachwuchswertung
2014
Nairo Quintana war der erste Kolumbianer, der den Giro d’Italia gewonnen hat. Den zweiten Platz erreichte Rigoberto Urán.
2019
Egan Bernal war der erste Kolumbianer, der die Tour de France gewonnen hat.

### Bahnrennen

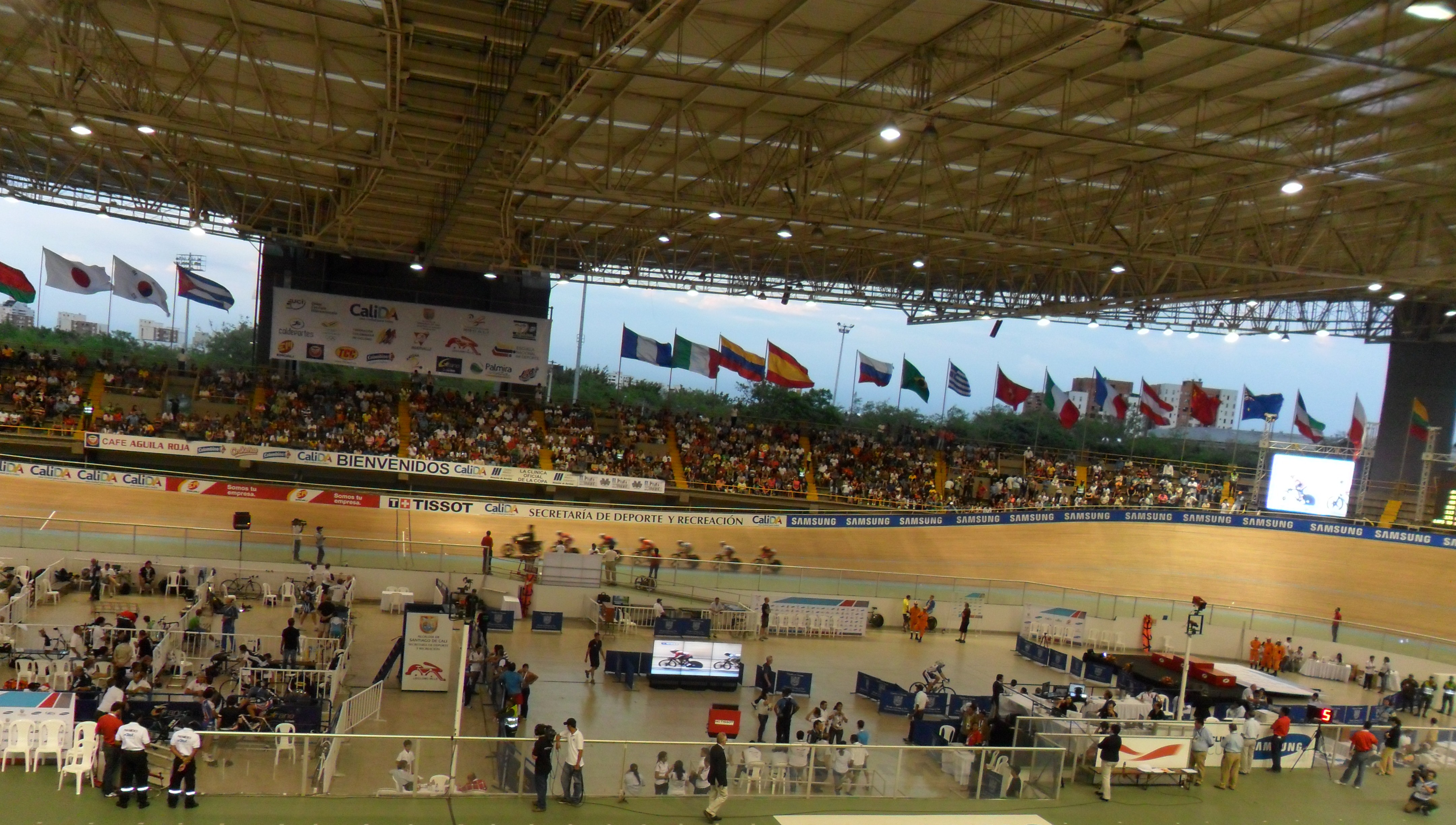
Velódromo Alcides Nieto Patiño in Cali

Der Bahnradsport (spanisch ciclismo de pista) erfuhr durch Neubauten großer Velodrome einen Aufschwung: 1970 wurde das Velódromo Alcides Nieto Patiño in Cali erbaut, 1995 das Velódromo Luis Carlos Galán in Bogotá, dazu gibt es in Kolumbien weitere Sporthallen wie das Velódromo Aníbal Gaviria in Medellín.

### BMX

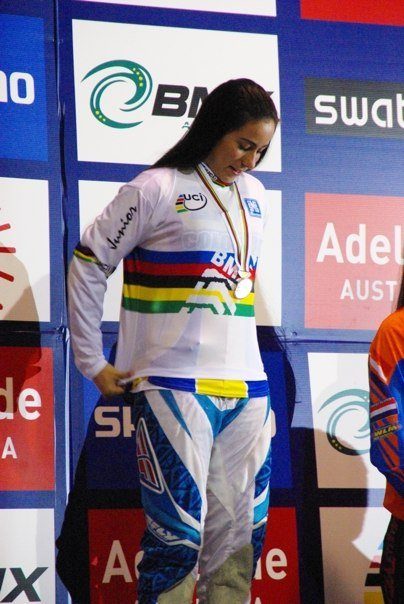
Mariana Pajon, BMX Gold 2012

Im BMX ist Kolumbien auch gut vertreten. Mariana Pajón Londoño gewann die Goldmedaille und Carlos Oquendo die Bronze in den Olympischen Sommerspielen 2012.

### Radpolo
Seit 2011 findet im Radpolo das Südamerikatournier Torneo Sudamericano statt. Das Team Hagame Famoso erreichte dabei 2011 und 2013 je einen dritten Platz.

## Fahrradkultur und Breitensport
Der Radsport ist in Kolumbien sowohl Zuschauer- und ab den 1970er Jahren auch Volkssport. So wird als Beispiel in der Hauptstadt Bogotá, die sich selbst „fahrradfreundliche Stadt“ nennt, seit 1976 an jedem Sonn- und Feiertag die Ciclovía organisiert. Hierzu werden von 7 bis 14 Uhr über 120 Kilometer des Straßennetzes in 18 der 20 Stadtteile für den motorisierten Verkehr gesperrt, um den Fahrradfahrern freie Straßen zu gewähren. Von den durchschnittlich 1,6 Mio. Teilnehmern sind 0,5 Mio. Fahrradfahrer. Zusätzlich hat seit 1998 die Hauptstadt 376 Kilometer an Fahrradwege gebaut, im Stadtteil von Kennedy sind täglich über 90.000 Fahrradfahrer unterwegs.
Das kolumbianische Modell der autofreien Tage für Radfahrer und Fußgänger wurde von vielen anderen Städten weltweit übernommen.